# Ceresium quadrimaculatum
Ceresium quadrimaculatum är en skalbaggsart som beskrevs av Charles Joseph Gahan 1900. Ceresium quadrimaculatum ingår i släktet Ceresium och familjen långhorningar.
Artens utbredningsområde är Laos. Inga underarter finns listade i Catalogue of Life.